# Миси Френклин
Мелиса Џинет Френклин (енгл. Melissa Jeanette Franklin; рођена 10. маја 1995) америчка је пливачица. Четворострука је олимпијска победница и освајачица је девет златних медаља на светским првенствима. Светска је рекордерка на 200 метара леђно и у олимпијском и у малом базену, и рекордерка је САД на 100 и 200 метара леђно у олимпијском базену. Заједно са својим колегиницама из репрезентације држи светски рекорд на 4х100 метара мешовито и у олимпијском и у малом базену.
Као седамнаестогодишњакиња дебитовала је на олимпијским играма где је освојила четири златне медаље и једну бронзану. Победила је у дисциплинама 100 и 200 метара леђно, и у штафетама 4х200 метара и 4х100 метара мешовито, док је у штафети 4х100 метара слободно освојила бронзу. Године 2011. добила је награду за најбољу пливачицу у избору пливачке федерације ФИНА. 

## Приватни живот
Миси Френклин је рођена 1995. у Пасадени у Калифорнији. Родитељи су јој Дик и Ди-Еј Френклин. Живи у Сентенијалу у Колораду, где је, на наговор мајке, почела да тренира пливање када је имала пет година. Тренутно похађа средњу школу „Риџис Џезуит“ (енгл. Regis Jesuit High School) у Орори у Колораду.
Њени родитељи су из Канаде па као и она имају двојно држављанство. Њен отац, Дик, је рођен у Сент Катаринсу у Онтарију. Током студија на Универзитету Сент Мери био је најбољи универзитетски играч канадског фудбала. Кратко је играо за Торонто аргонаутсе у Канадској фудбалској лиги. Након што је морао да оконча каријеру због повреде вратио се у Халифакс, где је студирао, и тамо је упознао своју супругу. Због његовог посла породица се преселила у Сједињене Државе да би се на крају настанили у Денверу. Мајка ју је саветовала да размисли о такмичењу за Канаду јер би онда због слабије конкуренције могла лакше да избори пласман на олимпијске игре. Међутим, Миси Френклин је изабрала да се такмичи за САД наводећи своје родољубље као разлог.
Миси Френклин је висока 186 центиметара и носи ципеле број 48. Од седме године тренира је Тод Шмиц из клуба Колорадо старси. Омиљена спортисткиња јој је Натали Коглин Не прихвата новчане награде и спонзорства због аматерског статуса који јој је неопходан за универзитетска такмичења.